# Solenostomidae
Solenostomidae é uma pequena família de peixes pertencente à ordem dos Syngnathiformes. A família consiste num único género, Solenostomus, com cinco espécies. As espécies incluídas apresentam fortes semelhanças morfológicas e etológicas com os cavalos-marinhos e peixes-trombeta. A família tem distribuição natural limitada às águas tropicais do Indo-Pacífico e do Mar Vermelho.